# Medusa (Clan of Xymox)
Medusa è il secondo album in studio del gruppo gothic rock olandese Clan of Xymox, pubblicato nel 1986.

## Tracce
1. Theme I – 2:54
2. Medusa – 5:53
3. Michelle – 2:59
4. Theme II – 1:43
5. Louise – 5:17
6. Lorretine – 3:33
7. Agonised by Love – 5:18
8. Masquerade – 3:54
9. After the Call – 5:55
10. Back Door – 4:52

## Formazione
- Ronny Moorings – voce, chitarra, tastiera
- Anka Wolbert – voce, tastiera, basso
- Pieter Nooten – voce, tastiera